# Keamweset
Kaemwaset – syn faraona Ramzesa III i królowej Iset. Był bratem faraonów Ramzesa IV, Ramzesa VI i Ramzesa VIII i wujem faraonów Ramzesa V i Ramzesa VII. Jego pełne imię brzmiało Ramzes Kaemwaset.
Jak większość synów tego faraona otrzymał imię po synu Ramzesa II i Isetnofret, Chaemuasecie, który był najwyższym kapłanem boga Ptaha w Memfis, co było celowym zabiegiem ze strony jego ojca mającym na celu autoidentyfikację ze swoim legendarnym poprzednikiem. Został przedstawiony na ścianach świątyni ojca w Medinet Habu. Zarówno Kaemwaset jak i jego brat Pareherwenemef nosili tytuł Pierworodnego syna Króla.
Jego dobrze zachowany grobowiec znajduje się w Dolinie Królowych i jest oznaczony jako QV44. Został on odkryty przez włoskich archeologów w 1904 roku. Urna kanopska w nim znaleziona i sarkofag zawierający jego mumię noszą jego imię zapisane hieroglifami. Kaemwaset przeżył swojego ojca i został pogrzebany za rządów swojego brata Ramzesa IV, ponieważ inskrypcja na jego sarkofagu wymienia właśnie tego faraona.